# Acétone deutérée
L'acétone deutérée est un composé chimique de formule CD3–CO–CD3. Il s'agit de l'isotopologue de l'acétone CH3–CO–CH3 dont tous les atomes d'hydrogène H sont remplacés par du deutérium D, un isotope stable de l'hydrogène.
L'acétone deutérée est un solvant couramment utilisé en spectroscopie RMN des molécules organiques.